# رمع العين
يشير رمع العين إلى حركة العين غير المنتظمة. يتكون رمع العين من نبض سريع وحركة لا إرادية أفقية وعمودية لا يمكن التنبؤ بها وتتميز بالحركة المقترنة بدون حركة العين الرمشية. ويشار أيضًا إلى أنها حركة سكادية منعكسة. قد يكون لحركات رمع العين سعة صغيرة جدًا تظهر على شكل انحرافات صغيرة عن الموضع الأساسي.
تشمل الأسباب المحتملة لحدوث رمع العين الورم الأرومي العصبي والتهاب الدماغ عند الأطفال وسرطان الثدي أو الرئة أو المبيض لدى البالغين. تشمل الاعتبارات الأخرى التصلب المتعدد والسموم وتأثيرات الأدوية (على سبيل المثال متلازمة السيروتونين)، والداء البطني، وبعض أنواع العدوى مثل (فيروس غرب النيل، مرض لايم)، واللمفوما اللاهودجكينية، والسرطان الغدي الكلوي.ويمكن أن يكون أيضًا بسبب إصابة في الخلايا العصبية الشاملة التي تمنع بشكل متوتر بدء حركة العين الرمشية من خلال منع التكون الجسري الشبكي المجاور للناصف (PPRF) وانفجار الخلايا العصبية في الجسر. غالبًا ما يحدث جنبًا إلى جنب مع الارتجاج العضلي في متلازمة الارتجاج العضلي.